# Ramaria schildii
Ramaria schildii är en svampart som beskrevs av R.H. Petersen 1988. Enligt Catalogue of Life ingår Ramaria schildii i släktet Ramaria,  och familjen Gomphaceae, men enligt Dyntaxa är tillhörigheten istället släktet Ramaria,  och familjen Ramariaceae. Arten är reproducerande i Sverige. Inga underarter finns listade i Catalogue of Life.